# Veikko Asikainen
Veikko Uljas Asikainen (ur. 18 kwietnia 1918 w Turku, zm. 14 czerwca 2002 tamże) – fiński piłkarz występujący na pozycji pomocnika.

## Życiorys
W trakcie swojej kariery występował w Turun Palloseura, z którym świętował zdobycie dwóch mistrzostw kraju, i w Hace, z którą zdobył puchar kraju w 1955 roku.
W latach 1938–1955 rozegrał 56 meczów w reprezentacji Finlandii. W 1952 roku, będąc jej kapitanem, wystąpił wraz z nią na Igrzyskach Olimpijskich w Helsinkach.
W 1996 roku został wybrany do Hall of Fame fińskiego futbolu.